# Thom Roep

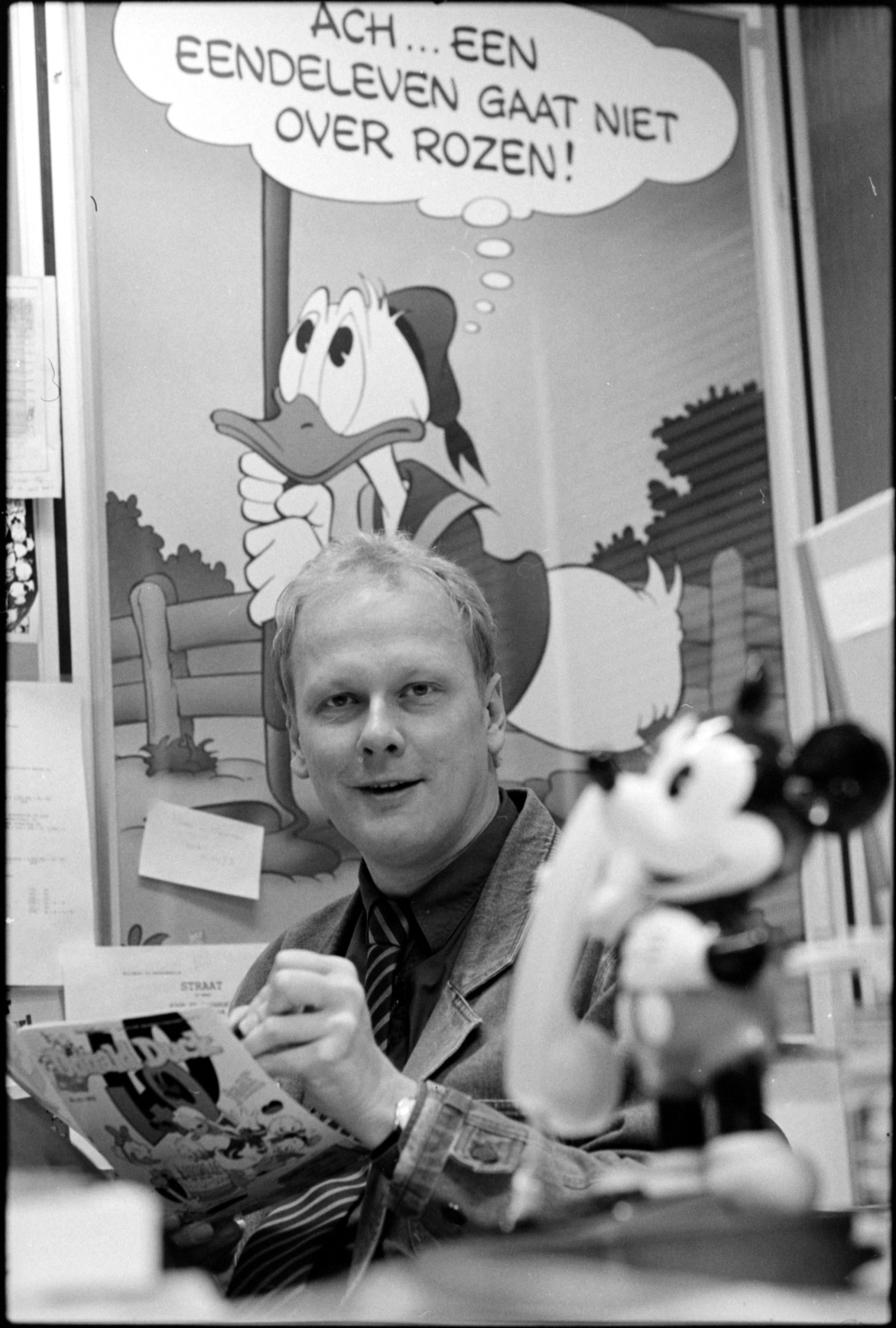
Thom Roep, hoofdredacteur Donald Duck weekblad, 1992

Thom Roep (Amsterdam, 10 april 1952) is een Nederlands scenarist van stripverhalen. Van 1984 tot 2013 was hij hoofdredacteur van het weekblad Donald Duck.

## Biografie
Sinds augustus 1973 werkte Roep als redacteur voor het weekblad Donald Duck, waarvan hij in 1984 hoofdredacteur werd.
In 1982 begon hij samen met Co Loerakker de serie Van Nul tot Nu, een stripverhaal over de geschiedenis van Nederland, waaraan hij tot ca. 1990 werkte. De tekeningen werden door Loerakker gemaakt. 
Roep is daarnaast ook de schepper van Douwe Dabbert, samen met tekenaar Piet Wijn. Hij schreef verder scenario's voor Disney-verhalen en een lang verhaal van Sjors en Sjimmie.
Sinds 2012 schrijft hij met diverse andere auteurs de tekst van de strip Nick & Simon in het weekblad Tina.
Roep maakte in juli 2013 bekend dat hij zijn functie als hoofdredacteur van Donald Duck op 8 augustus van dat jaar zou beëindigen, na exact 40 jaar bij het weekblad in dienst te zijn geweest. Nadat zijn afscheid bekend was gemaakt, heeft The Walt Disney Company hem geëerd en bedankt met een Disney Publishers Milestone Award. Daarbij kwam op 12 augustus 2013 de Koninklijke onderscheiding tot Ridder in de Orde van Oranje-Nassau, uit handen van Ronald Plasterk.
- Biblioteca Nacional de España: XX5551128
- International Standard Name Identifier: 0000 0000 6961 5602
- Library of Congress Control Number: no2012067622
- Nederlandse Thesaurus van Auteursnamen: 070292914
- Système universitaire de documentation: 240435427
- Virtual International Authority File: 99643062
- WorldCat: E39PBJqFMR6Q8K6cYQVhy4r6rq